# Casearia javitensis
Casearia javitensis là một loài thực vật có hoa trong họ Liễu. Loài này được Kunth mô tả khoa học đầu tiên năm 1821.